# James Ruskin
James Ruskin (* 1972 in London) ist ein britischer Techno-DJ und Musikproduzent.

## Leben
James Ruskin wuchs in London auf und wurde von frühem Detroit Techno geprägt. Seit Anfang der 1990er Jahre betätigt er sich als DJ. 1996 gründete er mit Richard Polson das Label Blueprint. Mehrere Alben erschienen auf dem deutschen Label Tresor Records.

## Diskografie (Auswahl)

### Alben
- 1998: Further Design (Blueprint)
- 2000: Point 2 (Tresor)
- 2001: Into Submission (Tresor)
- 2008: The Dash (Tresor)

### DJ-Mixe
- 2014: RA.EX191, Resident Advisor

### Singles
- 1998: Prelude (Blueprint)
- 2000: Cipher (Blueprint)
- 2003: Circuit (Blueprint)
- 2005: Take Control (Blueprint)
- 2006: Work (Blueprint)
- 2009: The Outsider (Blueprint)
- 2014: Slit (Blueprint)